# Letni Puchar Świata w narciarstwie alpejskim mężczyzn 2023
Letni Puchar Świata w narciarstwie alpejskim mężczyzn w sezonie 2023 to kolejna edycja tej imprezy. Cykl rozpoczął się 24 czerwca 2023 r. w czeskiej miejscowości Orlické Záhoří, natomiast finałowe zawody tego cyklu zorganizowano w dniach 8–10 września tego samego roku w szwajcarskim Marbach.
Obrońcą Kryształowej Kuli był Czech Martin Barták, który obronił wywalczony przed rokiem tytuł.

## Podium zawodów
| Lp. | Data             | Miejscowość    | Konkurencja | 1. miejsce    | 2. miejsce     | 3. miejsce       |
| --- | ---------------- | -------------- | ----------- | ------------- | -------------- | ---------------- |
| 1. | 24 czerwca 2023  | Orlické Záhoří | Gigant      | Daniele Buio  | Martin Barták  | Lorenzo Gritti   |
| 2. | 25 czerwca 2023  | Orlické Záhoří | Supergigant | Mirko Hüppi   | Andrea Iori    | Aleš Knor        |
| 3. | 1 lipca 2023     | Předklášteří   | Slalom      | Martin Barták | Lorenzo Gritti | Daniele Buio     |
| 4. | 2 lipca 2023     | Předklášteří   | Slalom      | Jan Borák     | Daniele Buio   | Martin Barták    |
| | 29 lipca 2023    | Tambre-Belluno | Gigant      | Odwołano      | Odwołano       | Odwołano         |
| | 30 lipca 2023    | Tambre-Belluno | Supergigant | Odwołano      | Odwołano       | Odwołano         |
| Letnie Mistrzostwa Świata w Narciarstwie Alpejskim 2023 w Cortinie d’Ampezzo (30 sierpnia–2 września 2023) |                  |                |             |               |                |                  |
| 5. | 8 września 2023  | Marbach        | Slalom      | Mirko Hüppi   | Marcel Knapp   | Martin Barták    |
| 6. | 9 września 2023  | Marbach        | Gigant      | Mirko Hüppi   | Leopold Schön  | Michael Bertagno |
| 7. | 10 września 2023 | Marbach        | Supergigant | Mirko Hüppi   | Martin Barták  | Lorenzo Gritti   |

## Klasyfikacje[a]

### Klasyfikacje indywidualne
| Lp. | Zawodnik       | Punkty |
| --- | -------------- | ------ |
| 1.  | Martin Barták  | 725    |
| 2.  | Mirko Hüppi    | 635    |
| 3.  | Daniele Buio   | 524    |
| 4.  | Lorenzo Gritti | 497    |
| 5.  | Marcel Knapp   | 414    |
| 6.  | Jan Borák      | 407    |
| 7.  | Andrea Iori    | 382    |
| 8.  | Leopold Schön  | 280    |
| 9.  | Hannes Angerer | 255    |
| 10. | Roland Schlögl | 234    |

| Lp. | Zawodnik        | Punkty |
| --- | --------------- | ------ |
| 1.  | Martin Barták   | 320    |
| 2.  | Lorenzo Gritti  | 240    |
| 3.  | Jan Borák       | 235    |
| 4.  | Daniele Buio    | 220    |
| 5.  | Mirko Hüppi     | 190    |
| 6.  | Marcel Knapp    | 171    |
| 7.  | Filip Machů     | 131    |
| 8.  | Hannes Angerer  | 121    |
| 8.  | Sebastian Posch | 103    |
| 10. | Edvard Nord     | 93     |

| Lp. | Zawodnik         | Punkty |
| --- | ---------------- | ------ |
| 1.  | Martin Barták    | 205    |
| 2.  | Mirko Hüppi      | 195    |
| 3.  | Daniele Buio     | 190    |
| 4.  | Andrea Iori      | 172    |
| 5.  | Leopold Schön    | 138    |
| 6.  | Marcel Knapp     | 135    |
| 7.  | Lorenzo Gritti   | 120    |
| 8.  | Michael Bertagno | 108    |
| 9.  | Jan Borák        | 93     |
| 10. | Roland Schlögl   | 62     |

| Lp. | Zawodnik       | Punkty |
| --- | -------------- | ------ |
| 1.  | Mirko Hüppi    | 250    |
| 2.  | Martin Barták  | 200    |
| 3.  | Andrea Iori    | 165    |
| 4.  | Aleš Knor      | 140    |
| 5.  | Lorenzo Gritti | 137    |
| 6.  | Daniele Buio   | 114    |
| 7.  | Marcel Knapp   | 108    |
| 8.  | Hannes Angerer | 98     |
| 8.  | Leopold Schön  | 98     |
| 10. | Roland Schlögl | 84     |

### Klasyfikacja drużynowa
| Lp. | Państwo    | Punkty |
| --- | ---------- | ------ |
| 1.  | Czechy     | 2042   |
| 2.  | Włochy     | 2029   |
| 3.  | Austria    | 1003   |
| 4.  | Szwajcaria | 693    |
| 5.  | Niemcy     | 503    |
| 6.  | Szwecja    | 229    |
| 7.  | Słowacja   | 32     |
| 8.  | Iran       | 17     |